# Ализаде, Араз Мамед Мубариз оглы
Араз Мамед Мубариз оглы Ализаде (3 ноября 1951, Баку — 6 октября 2022, Баку) — азербайджанский политик и общественный деятель.

## Биография
Родился в г. Баку в семье учёных. В 1974 году окончил факультет востоковедения Азербайджанского государственного университета. В 1975—1976 гг. работал переводчиком в Афганистане. С 1979 года работал в столице Украинской ССР в г. Киеве младшим научным сотрудником Института истории Академии наук Украинской ССР, а также преподавал в Киевском государственном педагогическом институте иностранных языков.
В 1985 году был осуждён из-за своих политических взглядов. После оправдания в 1986 году работал в г. Комсомольск-на-Амуре Хабаровского края рабочим на стройке, затем экспедитором, начальником базы и начальником управления. В 1987 году вернулся в Баку. В 1988 году, когда возник конфликт вокруг Нагорного Карабаха, включился в политическую борьбу за справедливое решение данной проблемы.
Является одним из организаторов первых массовых митингов в защиту Карабаха в г. Баку 16 и 18 мая 1988 года. С 1989 года являлся председателем, а с 1995 года и до конца жизни — сопредседателем Социал-демократической партии Азербайджана. (Партия была создана 10 декабря 1989 года на базе Клуба друзей Вилли Брандта, действовавшего в начале 70-х гг. в Азербайджанском государственном университете под руководством А. Ализаде).
В 1991—1995 гг. являлся депутатом Верховного Совета Азербайджана. В 1991 году был членом Республиканского Совета Обороны Азербайджанской Республики. В 1988—1991 гг. являлся активным членом нарождающихся неформальных демократических организаций в СССР и входил в их руководство.
С 1990 года участвовал в многочисленных международных симпозиумах, конференциях и конгрессах.[уточнить]
1989—1991 гг. был членом руководства демократического конгресса СССР. В 1990 году он участвовал на конференции, организованной президентом Чехословакии Вацлавом Гавелом (Мирный путь к демократии), где участвовали видные диссиденты Советского Союза, живущие за границей. С 1991 года с редким исключением участвовал в мероприятиях Социалистического Интернационала.
30 июня 2012 года прошёл XII съезд СДПА, где был отменён институт сопредседательства и восстановлен пост единоличного председателя Социал-демократической партии Азербайджана, на который был избран Араз Ализаде.
На парламентских выборах в ноябре 2015 года Араз Ализаде был избран в Милли Меджлис (Национальное собрание) Азербайджана.
Участвовал в президентских выборах в апреле 2018 года. Занял шестое место.